# Karen Martínez
Pour les articles homonymes, voir Martínez.
Karen Cecilia Martínez Insignares (née le 14 août 1979   à Carthagène des Indes, en Colombie) est une actrice et modèle colombienne , connue en Europe et aux États-Unis comme Karen Martínez.

## Biographie
Après avoir débuté à 14 ans dans des publicités (la première, de Carlos Vives, vantait un soda...), Karen Martínez a tourné dans des telenovelas  . Elle est l'épouse du chanteur Juanes  ; ils ont 3 enfants : 2 filles (Paloma et Luna) et un garçon (Dante) 

## Filmographie

### Telenovelas
- El cartel de los sapos , 2008 (Sofía).
- Tiempo final , 2008 (Candela).
- Sofía dame tiempo , 2003) (Sofía).
- Amor a mil , 2001 (Diana McKenzie).
- Siniestro , 2001  (Leah Santos).
- Mujeres asesinas (Lisa, La Soñadora).
- Padres e hijos , 2000) (Ximena).
- Oki Doki , 1992 (Marcelita) .

### Cinéma
- El Cartel De Los Sapos, La Película  (2012)
- El paseo 2  (2012)
- La jaula de oro (2013)

## Sources de la traduction
- (es) Cet article est partiellement ou en totalité issu de l’article de Wikipédia en espagnol intitulé « Karen Martínez » (voir la liste des auteurs).

- (en) Cet article est partiellement ou en totalité issu de l’article de Wikipédia en anglais intitulé « Karen Martínez » (voir la liste des auteurs).